# S.W.O.R.D.
Lo S.W.O.R.D. (Sentient World Observation and Response Department) è un'organizzaziome fittizia spionistica e antiterroristica che appare nei fumetti statunitensi della Marvel Comics. Il suo scopo è affrontare le minacce extraterrestri alla sicurezza mondiale ed è la controparte spaziale dello S.H.I.E.L.D., che invece si occupa delle minacce locali della Terra.

## Storia editoriale
Lo S.W.O.R.D. è stata introdotta per la prima volta in Astonishing X-Men vol.3 # 6 ed è stata creata da Joss Whedon e John Cassaday.

## Storia
Lo S.W.O.R.D. era originariamente una scissione dello S.H.I.E.L.D., ma dopo l'allontanamento di Nick Fury come direttore dello S.H.I.E.L.D., le relazioni tra le due organizzazioni sono diventate tese. Il capo della S.W.O.R.D. è l'agente speciale Abigail Brand. Ha come quartier generale di comando e controllo principale una stazione spaziale orbitante nello spazio chiamata Il Picco (Peak).
Lo S.W.O.R.D. aveva un agente sotto copertura nella X-Mansion; in Astonishing X-Men vol. 3, # 17, si scopre essere Lockheed.
Gli X-Men, Hisako Ichiki, Ord e Danger vengono teletrasportati nello spazio profondo alla sede dello S.W.O.R.D. e dall'agente Abigail Brand. I sensitivi dell'organizzazione non sono in grado di rilevare Cassandra Nova nella psiche distrutta di Emma Frost. Sebbene emotivamente ferita, Emma si riprende abbastanza velocemente da essere presente alla partenza della squadra per il Breakworld, dove intendono disabilitare un missile puntato sulla Terra. Prima di raggiungere il Breakworld sono attaccati da navi nemiche ma, dopo aver creato un diversivo, gli X-Men e l'agente Brand riescono ad atterrare sul pianeta dove l'agente Deems sta venendo torturato in prigione.
Brand, Ciclope, Emma Frost e Bestia atterrano insieme, mentre Wolverine, Hisako, Colosso e Kitty Pryde sbarcano altrove. La navicella di Wolverine si disintegra a mezz'aria e sono costretti ad abbandonare la nave. Kitty e Colosso attraversarono gradualmente il pod fino alla superficie del pianeta, dove atterrarono incolumi. Hisako e Wolverine atterrarono nonostante Wolverine resti gravemente ustionato.
Un'altra squadra composta dalle truppe S.W.O.R.D., Lockheed e Sydren si riunisce in un luogo chiamato "il Palazzo del Cadavere", presumibilmente collegata alla profezia che afferma che Colosso distruggerà il pianeta.
L'agente Brand informa Kitty che Lockheed sta lavorando per S.W.O.R.D. come loro agente sotto copertura. Sentendosi tradita, Kitty avrà difficoltà a fidarsi di nuovo di Lockheed per un po' di tempo.

### Secret Invasion
Durante le vicende della storia, il quartier generale dello S.W.O.R.D. viene distrutto da un infiltrato Skrull che finge di essere Dum Dum Dugan dallo S.H.I.E.L.D. . Molti agenti muoiono nell'esplosione, anche se altri sopravvivono grazie a tute per ambienti ostili. Brand, che indossa una delle tute, riesce a farsi strada in una delle navi Skrull.

### Dark Reign
Quando lo S.H.I.E.L.D. viene riformato come H.A.M.M.E.R. sotto Norman Osborn, la posizione della S.W.O.R.D. sotto l'H.A.M.M.E.R. non viene rivelata. Nella miniserie Beta Ray Bill: Godhunter, Beta Ray Bill visita l'agente Brand a bordo della Picco ricostruita per ottenere informazioni su dove si trova Galactus.

## S.W.O.R.D. Volume 1
Durante il Chicago Comic Con del 2009, è stato annunciato che Kieron Gillen collaborerà con Steven Sanders a una serie di fumetti chiamata S.W.O.R.D. iniziata nel novembre 2009. La nuova serie inizia con l'assegnamento di Henry Peter Gyrich al ruolo di co-comandante dello S.W.O.R.D. insieme ad Abigail Brand .
Nel primo arco narrativo, Gyrich convince i capi dello S.W.O.R.D. ad approvare la legislazione per far espellere dalla Terra tutti gli alieni che attualmente vivono sulla Terra mentre Brand è impegnato in una missione. Riesce a prendere in custodia diversi alieni conosciuti tra cui Noh-Varr, Adam X, Beta Ray Bill, Jazinda, Karolina Dean e Hepzibah.
La Picco viene successivamente evacuata dopo essere stata danneggiata dai Gemelli di Apocalisse. I detriti dalla stazione quasi distruggono Rio de Janeiro, ma vengono vaporizzati da Sunfire.
L'organizzazione invia una squadra di cattura per prendere in custodia i rifugiati alieni e una squadra di assistenza paramedica alla scuola Jean Gray. Sfortunatamente, entrambe le squadre vengono uccise dalla stessa minaccia basata su Brood.
La stazione ricostruita viene sopraffatta dai simbionti alieni e dai guerrieri Brood e il personale viene utilizzato come ospite.
La serie è stata cancellata con il numero 5. La prima pubblicazione ha stimato 21 988 copie vendute, ma sono scese a 15.113 dalla seconda pubblicazione.

## S.W.O.R.D. Volume 2
S.W.O.R.D. è stato rilanciato nel dicembre 2020 come parte degli Regno di X. Scritto da Al Ewing e disegnato da Valerio Schiti, il team iniziale sarà composto da Abigail Brand, Cable, Frenzy, Fabian Cortez , Magneto, Manifold e Wiz Kid.

## Membri

### Correnti
| Personaggio   | Alter ego              | Unitosi nel:           |
| ------------- | ---------------------- | ---------------------- |
| Abigail Brand | Abigail Brand          | S.W.O.R.D. (vol. 2) #1 |
| Cable         | Nathan Summers         | S.W.O.R.D. (vol. 2) #1 |
| Frenzy        | Joanna Cargill         | S.W.O.R.D. (vol. 2) #1 |
| Fabian Cortez |                        | S.W.O.R.D. (vol. 2) #1 |
| Magneto       | Max Eisenhardt         | S.W.O.R.D. (vol. 2) #1 |
| Manifold      | Eden Fesi              | S.W.O.R.D. (vol. 2) #1 |
| Wiz Kid       | Takashi "Taki" Matsuya | S.W.O.R.D. (vol. 2) #1 |

### Precedenti
| Personaggio     | Unitosi nel:                                  | Ruoli                                                                                 |
| --------------- | --------------------------------------------- | ------------------------------------------------------------------------------------- |
| Abigail Brand   | Astonishing X-Men (vol. 3) #10                | Leader                                                                                |
| Sydren          | Astonishing X-Men (vol. 3) #10                | Un Drenx esperto nell'hacking e nel lavoro su tecnologia aliena.                      |
| Agente Paulletz | Astonishing X-Men (vol. 3) #20                |                                                                                       |
| Cecilia         | S.W.O.R.D. #2                                 |                                                                                       |
| K'eel R'kt      | Infinity: Against the Tide: Infinite Comic #1 | Un ufficiale scientifico Skrull che è stato salvato dai costruttori da Silver Surfer. |

### Ex membri
- L'agente Deems: Un agente S.W.O.R.D. autistico.
- Bestia
- Benjamin Deeds: Un mutante con capacità di trasformazione.
- Testa di Morte
- Henry Peter Gyrich
- Lockheed
- Manifold Tyger: Un tecnico dall'aspetto di una tigre che lavorava segretamente per l'Ordine Providiano.
- Mindee: Uno pseudonimo di Irma Cuckoo delle Naiadi di Stepford.
- Reilly Marshall: Un ex agente S.H.I.E.L.D. e S.W.O.R.D. che attualmente lavora per il Consiglio di sicurezza delle Nazioni Unite.
- Spider Woman

## Raccolte
La serie S.W.O.R.D. è stata raccolta nel libro tascabile S.W.O.R.D.: No Time to Breathe. La relativa serie Beta Ray Bill è stata anche raccolta in Beta Ray Bill: Godhunter .

## Altri media

### Marvel Cinematic Universe
- Lo S.W.O.R.D. doveva originariamente apparire già dal film del Marvel Cinematic Universe Thor (2011), in una scena post-credit cancellata in cui Erik Selvig dice a Jane Foster e Darcy di "fare un riferimento incrociato con il database dello S.W.O.R.D.". Tuttavia, a causa di complicazioni con la 20th Century Fox, che all'epoca possedeva i diritti dei membri Lockheed e Abigail Brand, la scena è stata tagliata.[10]
- Inizialmente i creatori della serie televisiva Agents of S.H.I.E.L.D. (2013) intendevano introdurre nella serie lo S.W.O.R.D., ma i Marvel Studios hanno negato il permesso.[11]
- Il primo riferimento ufficiale allo S.W.O.R.D. nell'MCU avviene nella scena post-credit del film Spider-Man: Far From Home (2019), dove si vede Nick Fury e un gruppo di Skrull operare da una stazione spaziale, evidentemente la Picco VII.[12]
- Lo S.W.O.R.D farà il suo esordio ufficiale nella miniserie televisiva WandaVision (2021); l'acronimo dell'organizzazione sta per Sentient Weapon Observation Response Division.[13]

### Televisione
- Lo S.W.O.R.D. appare nella serie animata Avengers - I più potenti eroi della Terra.[14] Introdotta nell'episodio L'impero dei Kree, l'organizzazione opera dalla nave catturata di Kang il Conquistatore, la Damocle. Quando i soldati Kree attaccano, gli agenti Carol Danvers e Abigail Brand si mobilitano per respingerli con l'assistenza dell'agente governativo Henry Peter Gyrich e dello schiavo Kree Sydren. Una volta che la S.W.O.R.D. riprende la Damocle, Sydren si unisce all'organizzazione. Nell'episodio L'invasione segreta, uno Skrull si finge Gyrich e tenta di collocare una bomba sulla Damocle, ma Sydren lo scopre ed evacua la nave in tempo prima che esploda.

### Videogiochi
- Una versione dello S.W.O.R.D. è presente nel videogioco Marvel Super Hero Squad. Questa versione è raffigurata come una versione malvagia dello S.H.I.E.L.D. che Silver Surfer incontra mentre si trova in una dimensione alternativa.
- Lo S.W.O.R.D. è presente nel gioco Facebook Marvel Avengers Alliance Tactics.